# Villar de Gallimazo
Villar de Gallimazo – gmina w Hiszpanii, w prowincji Salamanka, w Kastylii i León, o powierzchni 44,28 km². W 2011 roku gmina liczyła 173 mieszkańców.